# 1947 год в музыке

## События
- 11 октября — премьера Шестой симфонии Прокофьева.

## Награды
- Володин, Владимир Сергеевич — народный артист РСФСР.
- Норцов, Пантелеймон Маркович — народный артист РСФСР.
- Прокофьев, Сергей Сергеевич — народный артист РСФСР.

## Родились

### Январь
- 8 января
  - Дэвид Боуи (ум. 2016) — британский рок-музыкант, певец, автор песен и актёр[1]
  - Терри Силвестер[англ.] — британский музыкант, гитарист и вокалист группы The Hollies
- 15 января — Стасис Повилайтис (ум. 2015) — советский и литовский эстрадный певец
- 16 января — Джейми Рид (ум. 2023) — британский художник и анархист, автор обложек пластинок группы Sex Pistols
- 19 января — Род Эванс — британский музыкант, основатель и вокалист группы Deep Purple
- 23 января — Николай Корндорф (ум. 2001) — советский и российский композитор
- 27 января — Бьёрн Афселиус (ум. 1999) — шведский певец, музыкант и автор песен
- 30 января — Стив Марриотт (ум. 1991) — британский музыкант и автор песен, гитарист групп Small Faces и Humble Pie[англ.]

### Февраль
- 3 февраля
  - Борис Дубоссарский (ум. 2017) — советский и молдавский композитор, скрипач, альтист и музыкальный педагог
  - Александр Скрябин (ум. 2022) — советский и российский музыковед, музыкальный педагог и общественный деятель
- 13 февраля — Валентин Бадьяров (ум. 2017) — советский и белорусский певец, музыкант и композитор, участник ВИА «Песняры» и «Поющие гитары», руководитель ВИА «Сябры»
- 15 февраля — Дэвид Браун[англ.] (ум. 2000) — американский музыкант, басист группы Santana
- 16 февраля — Жан-Пьер Перро (ум. 2002) — канадский артист балета и хореограф
- 19 февраля — Владимир Штеренбах (ум. 2015) — советский и российский певец (бас)
- 21 февраля — Михаил Финберг (ум. 2021) — советский и белорусский дирижёр
- 22 февраля — Йонатан Гефен (ум. 2023) — израильский поэт, писатель, журналист и автор песен
- 24 февраля
  - Лилли Бонато[итал.] (ум. 2021) — итальянская певица
  - Боб Магнуссон — американский джазовый басист
  - Генри Херфорд[англ.] — шотландский оперный певец (баритон)
  - Руперт Холмс — британский и американский композитор, певец и автор песен
  - Владимир Чекасин — советский и российский саксофонист, кларнетист, аранжировщик и педагог
  - Адам Чэн — гонконгский актёр и певец
- 25 февраля — Рё Кавасаки (ум. 2020) — японский гитарист и композитор

### Март
- 1 марта
  - Анатолий Бердышев (ум. 2015) — советский и российский артист балета, балетмейстер и педагог
  - Алан Тик (ум. 2016) — канадский актёр, телеведущий и автор песен
- 4 марта — Петерис Плакидис (ум. 2017) — советский и латвийский композитор, дирижёр, пианист и музыкальный педагог
- 16 марта — Раймондас Катилюс (ум. 2000) — советский и литовский скрипач и музыкальный педагог
- 19 марта — Любовь Августовская (ум. 2023) — советская и российская актриса и певица
- 22 марта — Борис Бланков (ум. 2023) — советский и российский артист балета, балетмейстер и балетный педагог
- 25 марта — Элтон Джон — британский певец, пианист и композитор

### Апрель
- 1 апреля — Димитр Пенев (ум. 2022) — болгарский композитор и музыкант
- 7 апреля — Флориан Шнайдер (ум. 2020) — немецкий музыкант, основатель и вокалист группы Kraftwerk
- 8 апреля — Стив Хау — британский музыкант и автор песен, гитарист группы Yes
- 12 апреля — Шерали Джураев (ум. 2023) — советский и узбекский певец и автор песен
- 13 апреля — Танос Микруцикос (ум. 2019) — греческий композитор и политический деятель, министр культуры Греции (1994—1996)
- 15 апреля — Теодор Ефимов (ум. 2016) — советский и российский композитор, пианист, аранжировщик и дирижёр
- 16 апреля — Ли Керслейк (ум. 2020) — британский рок-музыкант, барабанщик группы Uriah Heep
- 17 апреля — Владимир Лебедев (ум. 2020) — советский и российский тромбонист, композитор и аранжировщик
- 21 апреля — Игги Поп — американский певец, музыкант и автор песен, вокалист группы The Stooges
- 24 апреля
  - Полина Вайдман (ум. 2016) — советский и российский музыковед
  - Юрий Петерсон (ум. 2019) — советский и российский музыкант, певец и композитор, солист ВИА «Весёлые ребята», «Самоцветы» и «Пламя»

### Май
- 1 мая — Аркадий Гарцман (ум. 2022) — советский и украинский поэт, сценарист, актёр и автор текстов песен
- 8 мая — Станислав Морыто (ум. 2018) — польский органист, композитор и музыкальный педагог
- 9 мая — Шаукат Амиров (ум. 2023) — советский и российский балалаечник и музыкальный педагог
- 10 мая
  - Мэрион Рэмси (ум. 2021) — американская актриса, певица и композитор
  - Алексей Шамбер (ум. 2018) — советский и российский артист оперетты и педагог
- 11 мая — Бутч Тракс[англ.] (ум. 2017) — американский музыкант, барабанщик группы The Allman Brothers Band
- 14 мая
  - Пётр Карпов (ум. 2020) — советский и российский артист оперетты
  - Джон Ландау — американский музыкальный продюсер
- 16 мая — Дэрел Энтони Свит (ум. 1999) — шотландский музыкант, барабанщик группы Nazareth
- 17 мая — Виктор Афанасьев (ум. 2020) — советский и российский военный дирижёр и музыкальный педагог
- 18 мая — Владимир Качан (ум. 2021) — советский и российский актёр, музыкант и писатель
- 19 мая — Стив Карри[англ.] (ум. 1981) — британский музыкант, бас-гитарист группы T. Rex
- 21 мая — Розмари Ланг (ум. 2017) — немецкая оперная певица (меццо-сопрано)
- 27 мая — Яков Явно (ум. 2023) — советский и американский певец и актёр
- 28 мая — Мартин Аве (ум. 2015) — французская актриса и певица

### Июнь
- 1 июня — Ронни Вуд — британский музыкант, гитарист групп The Rolling Stones и Faces
- 3 июня
  - Дэйв Александер (ум. 1975) — американский музыкант, басист группы The Stooges
  - Микки Финн[англ.] (ум. 2003) — британский музыкант, барабанщик группы T. Rex
- 5 июня — Фредди Стоун[англ.] — американский музыкант, основатель, гитарист и вокалист группы Sly & the Family Stone
- 11 июня — Юрий Вострелов (ум. 2015) — советский и российский баянист и музыкальный педагог
- 17 июня — Грегг Роли — американский музыкант, клавишник и вокалист групп Santana и Journey
- 24 июня — Мик Флитвуд — британский музыкант, основатель и барабанщик группы Fleetwood Mac
- 29 июня
  - Эрик Риксон[англ.] (ум. 2015) — североирландский музыкант, клавишник групп Them и Thin Lizzy
  - Любовь Шишханова (ум. 2023) — советская и российская органистка и музыкальный педагог
- 30 июня — Николай Ковмир (ум. 2000) — советский и российский артист балета и балетный педагог

### Июль
- 2 июля — Рафаил Касимов (ум. 2023) — советский и российский композитор
- 9 июля — Мати Куулберг (ум. 2001) — советский и эстонский скрипач, композитор и музыкальный педагог
- 15 июля — Роки Эриксон (ум. 2019) — американский певец, музыкант и автор песен, основатель и лидер группы 13th Floor Elevators
- 17 июля
  - Мик Такер (ум. 2002) — британский рок-музыкант, барабанщик группы Sweet
  - Вольфганг Флюр — немецкий музыкант, перкуссионист группы Kraftwerk
- 19 июля
  - Берни Ледон[англ.] — американский музыкант и автор песен, основатель и гитарист группы Eagles
  - Брайан Мэй — британский музыкант, певец и автор песен, гитарист группы Queen
- 20 июля — Карлос Сантана — мексиканский и американский гитарист, основатель и лидер группы Santana
- 22 июля — Дон Хенли — американский музыкант и певец, основатель, барабанщик и вокалист группы Eagles
- 24 июля — Каролос Триколидис (ум. 2022) — австрийский и греческий дирижёр

### Август
- 4 августа — Клаус Шульце (ум. 2022) — немецкий композитор и электронный музыкант
- 13 августа — Владимир Кирсанов (ум. 2021) — советский и российский эстрадный танцовщик, хореограф и педагог
- 20 августа — Джеймс Панкоу[англ.] — американский музыкант, тромбонист группы Chicago
- 22 августа — Донна Годшо[англ.] — американская певица, вокалистка группы Grateful Dead
- 25 августа — Кит Типпетт (ум. 2020) — британский джазовый пианист и композитор
- 26 августа — Александр Кальянов (ум. 2020) — советский и российский звукорежиссёр, эстрадный певец, киноактёр, композитор, аранжировщик, продюсер и телеведущий

### Сентябрь
- 3 сентября — Дэйв Дэвис — британский музыкант, гитарист группы The Kinks
- 8 сентября — Бенджамин Орр (ум. 2000) — американский рок-музыкант, основатель, вокалист и басист группы The Cars
- 11 сентября — Амайя Субирия — баскская певица
- 12 сентября
  - Дэррил Делоуч (ум. 2002) — американский певец и автор песен, вокалист группы Iron Butterfly
  - Виктор Екимовский (ум. 2024) — советский и российский композитор и музыковед
- 21 сентября — Дон Фелдер[англ.] — американский музыкант, гитарист группы Eagles
- 23 сентября — Нил Смит[англ.] — американский музыкант, барабанщик группы Alice Cooper
- 24 сентября
  - Тамаш Михай (ум. 2020) — венгерский рок-музыкант и автор песен, бас-гитарист группы Omega
  - Вадим Храпачёв (ум. 2017) — советский и украинский композитор
- 25 сентября — Виталий Шапкин (ум. 2021) — советский и российский флейтист, концертмейстер и педагог
- 26 сентября — Линн Андерсон (ум. 2015) — американская кантри-певица
- 27 сентября — Мит Лоуф (ум. 2022) — американский рок-музыкант и актёр
- 28 сентября — Юрий Зыков (ум. 2015) — советский и российский поэт и бард
- 30 сентября — Марк Болан (ум. 1977) — британский певец, музыкант и автор песен, вокалист и гитарист группы T. Rex

### Октябрь
- 3 октября — Джон Перри Барлоу (ум. 2018) — американский поэт и эссеист, автор текстов песен группы Grateful Dead
- 5 октября — Брайан Джонсон — британский певец и автор песен, вокалист группы AC/DC
- 9 октября — Франс Галль (ум. 2018) — французская певица
- 10 октября — Нина Матвиенко (ум. 2023) — советская и украинская певица
- 13 октября — Сэмми Хагар — американский певец и музыкант, вокалист группы Van Halen
- 16 октября — Боб Вир[англ.] — американский музыкант, основатель, гитарист и вокалист группы Grateful Dead
- 18 октября
  - Алекс Напьер (ум. 2023) — британский рок-музыкант, барабанщик группы Uriah Heep
  - Лора Ниро (ум. 1997) — американская певица, пианистка и автор песен
- 20 октября — Алёша Ромпе (ум. 2000) — немецкий и швейцарский певец и музыкант, вокалист группы Feeling B
- 25 октября — Гленн Типтон — британский музыкант, гитарист группы Judas Priest
- 30 октября — Тимоти Шмит[англ.] — американский музыкант и певец, басист и вокалист группы Eagles

### Ноябрь
- 1 ноября — Джим Стайнман (ум. 2021) — американский композитор, музыкальный продюсер и певец
- 5 ноября — Вальтер Дешпаль (ум. 2023) — югославский и хорватский виолончелист и музыкальный педагог
- 10 ноября
  - Глен Бакстон (ум. 1997) — американский музыкант, гитарист группы Alice Cooper
  - Грег Лейк (ум. 2016) — британский рок-музыкант, бас-гитарист и вокалист групп King Crimson и Emerson, Lake & Palmer
- 11 ноября — Висенте Фелью (ум. 2021) — кубинский гитарист, певец и автор песен
- 17 ноября — Тамаш Шомло (ум. 2016) — венгерский музыкант-мультиинструменталист, участник групп Omega и Locomotiv GT
- 18 ноября — Майкл Карабелло[англ.] — американский музыкант, перкуссионист группы Santana
- 20 ноября
  - Ренат Ибрагимов (ум. 2022) — советский и российский эстрадный певец, композитор и продюсер
  - Джо Уолш — американский музыкант, певец и автор песен, гитарист группы Eagles
- 28 ноября — Риз Уинанс[англ.] — американский музыкант, клавишник группы Double Trouble

### Декабрь
- 7 декабря — Оливер Драгоевич (ум. 2018) — югославский и хорватский певец
- 8 декабря
  - Грегг Оллмен (ум. 2017) — американский певец и музыкант, вокалист, гитарист и клавишник группы The Allman Brothers Band
  - Сергей Урываев (ум. 2021) — советский и российский пианист и музыкальный педагог
- 12 декабря — Ирвинг Эйзофф[англ.] — американский музыкальный менеджер
- 18 декабря — Гила Гольдштейн (ум. 2017) — израильская актриса и певица
- 19 декабря — Джимми Бэйн (ум. 2016) — шотландский бас-гитарист, участник групп Rainbow, Wild Horses и Dio
- 20 декабря — Стиви Райт[англ.] (ум. 2015) — австралийский музыкант и автор песен, вокалист группы The Easybeats
- 21 декабря — Алексей Моисеенко (ум. 2017) — советский и российский оперный и камерный певец (тенор)
- 30 декабря — Джефф Линн — британский певец, музыкант и автор песен, основатель и фронтмен группы Electric Light Orchestra
- 31 декабря — Рита Ли (ум. 2023) — бразильская рок-певица, музыкант и автор песен

## Скончались

### Январь
- 2 января — Эллен Гульбрансон (83) — шведская оперная певица (драматическое сопрано)
- 18 января — Фрэнк Кендри (59) — американский дирижёр и музыкальный педагог
- 28 января — Рейнальдо Ан (72) — французский композитор, пианист, музыкальный критик, дирижёр и руководитель оркестра

### Февраль
- 7 февраля — Джон Уолтер Браттон (80) — американский композитор
- 12 февраля — Бернхард Иверсен (66) — немецкий музыкальный педагог и редактор
- 16 февраля — Бьянка Бьянки (92) — австрийская оперная певица (колоратурное сопрано)
- 21 февраля — Фэнни Чарльз Диллон (65) — американская пианистка, музыкальный педагог и композитор

### Март
- 2 марта — Йоан Кристиан ван Хюлстейн (79) — американский скрипач и музыкальный педагог нидерландского происхождения
- 4 марта — Николай Гуляев (61) — русский военный лётчик, певец и актёр
- 5 марта — Альфредо Казелла (63) ― итальянский композитор, пианист и дирижёр[2]
- 29 марта — Мануэль де Адалид-и-Гамеро (75) ― гондурасский композитор, дирижёр и музыкальный педагог

### Апрель
- 24 апреля — Александра Амфитеатрова-Левицкая (89) — российская оперная певица (меццо-сопрано) и музыкальный педагог

### Май
- 7 мая — Михаил Бихтер (66) — русский и советский пианист, дирижёр и музыкальный педагог
- 25 мая — Йоханнес Вольф (78) — немецкий музыковед и музыкальный педагог
- 31 мая — Анри Казадезюс (67) — французский композитор, альтист, исполнитель на виоле д’амур и музыковед

### Июнь
- 16 июня — Бронислав Губерман (64) — польский скрипач
- 17 июня — Уильям Чарльз Ачи (57) — гавайский юрист, судья и композитор

### Июль
- 13 июля — Петерис Барисонс (43) — латвийский и советский композитор, дирижёр и музыкальный педагог
- 15 июля — Уолтер Дональдсон (54) — американский автор песен
- 19 июля — Самуил Альман (69) — британский композитор и дирижёр еврейского происхождения
- 21 июля — Йозеф Бергауэр (67) — австрийский актёр, певец и писатель
- 22 июля — Иоахим Анзорге (53) — немецкий пианист

### Август
- 14 августа — Иеремия Иоффе (56) — советский музыковед и искусствовед

### Сентябрь
- 11 сентября — Уолтер Галпин Алкок (85) — британский органист, композитор и музыкальный педагог
- 12 сентября — Павел Ипполитов (58) — советский композитор и дирижёр
- 13 сентября — Маргерит Ассельман (71) — французская пианистка
- 18 сентября — Берт Калмар[англ.] (63) — американский поэт-песенник
- 25 сентября — Карл Бергер (53) — турецкий музыкальный педагог австро-венгерского происхождения
- 29 сентября
  - Ян Гамбург (65) — канадский скрипач русского происхождения
  - Чезаре Канди (78) — итальянский изготовитель музыкальных инструментов

### Ноябрь
- 10 ноября — Рихард Зика (50) — чешский скрипач и композитор
- 14 ноября — Жозеф Аллар (74) ― канадский скрипач и композитор

### Декабрь
- 11 декабря — Александер Асдрени (75) — албанский поэт, автор текста гимна Албании
- 14 декабря — Гурген Алемшах (40) — итальянский и французский дирижёр и композитор армянского происхождения
- 15 декабря — Юрий Бильстин (60) — русский, французский и американский виолончелист и музыкальный педагог
- 19 декабря — Карл Йорн (74) — немецкий и американский оперный певец (тенор)

### Без точной даты
- Джумакалый Арсыгулова (24/25) — советская киргизская балерина
- Лиллиан Блаувельт (73/74) — американская оперная певица (сопрано)